# Lacóbriga (Carrión de los Condes)
Lacóbriga es el nombre atribuido a la mansio situada sobre un oppidum vacceo próximo a la actual localidad de Carrión de los Condes (Palencia, Castilla y León). Diversos hallazgos arqueológicos avalan que el lugar situado en la parte alta de la ciudad, donde actualmente se encuentra la iglesia de Nuestra Señora de Belén, se correspondería con la ciudad vaccea de Lacóbriga. Posteriormente este centro indígena fue romanizado, convirtiéndose en una importante mansio al borde de la Vía Aquitania que iba desde de Burdeos a Astorga.

## Historia
Junto a Pallantia, Intercatia o Cauca, Lacóbriga es mencionada como una de las principales ciudades del pueblo vacceo colindante con el territorio de los astures.
Durante las guerras sertorianas fue objeto de sitio por Metelo teniendo que ser auxiliada por Sertorio.